# Loxosceles luteola
Espèce
Loxosceles luteola est une espèce d'araignées aranéomorphes de la famille des Sicariidae.

## Distribution
Cette espèce est endémique du Nuevo León au Mexique. Elle se rencontre dans la grotte Gruta Sur de San Bartolo.

## Description
La femelle holotype mesure 6,2 mm.

## Publication originale
- Gertsch, 1973 : A report on cave spiders from Mexico and Central America. Studies on the cavernicole fauna of Mexico and adjacent regions, Association of Mexican Cave Studies Bulletin, vol. 5, p. 141-163 (texte intégral).